# Ferdinand Karapetian
Ferdinand Karapetian (19 de diciembre de 1992) es un deportista armenio que compite en judo. Ganó una medalla de oro en el Campeonato Europeo de Judo de 2018, en la categoría de –73 kg.

## Palmarés internacional
| Campeonato Europeo | Campeonato Europeo | Campeonato Europeo | Campeonato Europeo |
| Año                | Lugar              | Medalla            | Categoría          |
| ------------------ | ------------------ | ------------------ | ------------------ |
| 2018               | Tel Aviv (Israel)  | Medalla de oro     | –73 kg             |